# Elchowo

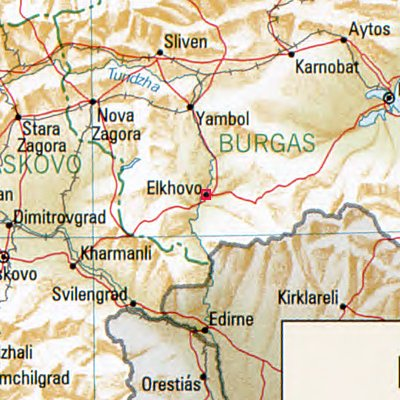
Elchowo (rotes Viereck) – Bulgarien – Nachbarorte: Jambol, Charmanli, Swilengrad, Dimitrowgrad, Stara Sagora, Nowa Sagora, Sliwen, Karnobat, Ajtos, Edirne

Elchowo [ˈɛɫxovo] (auch Elhovo geschrieben, bulgarisch Елхово) ist die zweitgrößte Stadt in der Oblast Jambol im Südosten Bulgariens. Mit 8.736 Einwohnern (Stand: 31. Dezember 2022) ist Elchowo das administratives Zentrum der gleichnamigen Gemeinde.

## Geografie
Die Stadt Elchowo liegt am linken Ufer der Tundscha, im südöstlichen Teil der Thrakischen Tiefebene zwischen Strandscha und Sakar. Bis zur Stadt Jambol sind es 37 km und bis nach Topolowgrad 27 km.

## Geschichte
Bereits in thrakischer Zeit bestand hier eine Siedlung unter dem Namen Orudiza. Die Römer nannten den Ort Orudiza ad Burgum, die Slawen dann Joaniza und Janiza. Während der osmanischen Herrschaft trug die Siedlung den Namen Janidschal, Enidsche Kasalagatsch und Kasalagatsch (oder Kasal Agatsch; bulg. Къзъл Агач). Letzterer verblieb bis zum Erhalt des Stadtrechts durch Zar Boris III im März 1925. Der Name Elchowo stammt noch aus der Zeit vor der Befreiung von den Türken (1878). Der Überlieferung nach entkam ein bekannter Heiducke seinen türkischen Verfolgern in der Stadt, indem er sich in einer Erle (bulg. елха; Elcha) versteckte – daher der Name Elchowo.
In der Stadt ist das amerikanische Friedenscorps vertreten, um internationale Programme durchzuführen.

### Einwohnerentwicklung
Die wechselnden Einwohnerzahlen resultieren teilweise auch aus dem jeweiligen Gebietsstand.
| Jahr   | Einwohner |
| ------ | --------- |
| 1934 ¹ | 5.110     |
| 1946 ¹ | 6.720     |
| 1956 ¹ | 10.325    |
| 1965 ¹ | 11.314    |
| 1975 ¹ | 12.358    |
| 1985 ¹ | 13.678    |
| 1992 ¹ | 13.776    |
| 2000 ³ | 13.457    |

| Jahr   | Einwohner |
| ------ | --------- |
| 2001 ¹ | 12.394    |
| 2004 ³ | 11.416    |
| 2007 ³ | 10.846    |
| 2009 ³ | 10.553    |
| 2011 ¹ | 10.445    |
| 2012 ³ | 10.770    |
| 2016 ³ | 9.618     |
| 2023 ³ | 9.422     |

Die Zahlen stammen von:
- Volkszählungen (¹),
- Schätzungen (²) oder
- amtlichen Fortschreibungen der Statistischen Ämter (³).[4]

## Politik

### Bürgermeister seit 2007
2007 trat Petar Kirow als Kandidat eines Initiativkomitees (GERB, Demokraten für ein starkes Bulgarien, Bulgarische Agrarische Volksunion – Volksunion und Union der Demokratischen Kräfte) für das Bürgermeisteramt an und konnte sich in einer Stichwahl am 4. November gegen Dimitar Dimitrow, Kandidat der Ex-Kommunisten (BSP) mit 61,02 Prozent der Stimmen (5430 Wähler) durchsetzen.
Bei den Kommunalwahlen 2011 wurde Petar Kirow als Oberbürgermeister erneut in einer Stichwahl wiedergewählt. Der Politiker konnte mit 59,16 Prozent der Stimmen die Wahlen im zweiten Wahlgang für sich entscheiden. Die Zweitplatzierte Tatjana Djulgerowa, Kandidatin der BSP, überzeugte nur 3550, oder 40,84 Prozent der Wähler.
Bei den Kommunalwahlen 2023 gewann Petar Gendow das Amt.

### Stadtrat
Der Stadtrat von Elchowo besteht aus dem Oberbürgermeister und der von der Gemeindeordnung vorgeschriebenen Anzahl von 17 Stadtratsmitgliedern. Alle vier Jahre wird der Stadtrat neu gewählt, die nächste Wahl ist 2027. Die Sitzverteilung des Stadtrats stellt sich wie folgt dar:
| Partei                               | % 2011  | +/-*    | Wählerstimmen 2011 | +/-* | Sitze 2011 | Sitze 2023 |
| ------------------------------------ | ------- | ------- | ------------------ | ---- | ---------- | ---------- |
| GERB                                 | 40,02 % | + 24,06 | 3321               | + 5  | 10         | 7          |
| Bulgarische Sozialistische Partei    | 20,68 % | −8,05   | 1716               | - 3  | 5          | 4          |
| Politische Bewegung Sozialdemokraten | 7,80 %  | −0,5    | 647                | (=)  | 2          | 0          |
| PP-DB                                |         |         |                    |      |            | 3          |
| Gemeinsam für eine starke Gemeinde   |         |         |                    |      |            | 3          |

* Veränderung zur Kommunalwahl 2007

### Gemeindegliederung
Der Stadtrat fungiert gleichzeitig als Gemeinderat und ist für die Kontrolle aller Bürgermeister der Gemeindeortschaften zuständig. Zur Gemeinde Elchowo (bulg. Община Елхово/Obschtina Elchowo) gehören neben der Stadt Elchowo außerdem noch folgende 21 Dörfer:
| - Bojanowo - Borissowo - Dobritsch - Goljam Derwent - Granitowo - Isgrew - Kirilowo | - Lalkowo - Lessowo - Malko Kirilowo - Malomirowo - Malak Manastir - Melniza - Ptschela | - Rasdel - Schrebino - Slawejkowo - Strojno - Trankowo - Tschernosem - Waltscha Poljana |

## Wirtschaft und Infrastruktur
In der Nähe der Stadt liegt das Kohlebecken von Elchowo, das große Vorkommen an Schieferkohle (Lignit) aufweist. Die Stadt besitzt vor allem milchverarbeitende Industrie, die Milchprodukte wie z. B. Sirene herstellt. Auch die Bekleidungsindustrie ist in der Stadt vertreten.

### Verkehr
Die Stadt Elchowo wird durch die Republikstraße 7 umfahren, welche in Richtung Süden zur Grenze mit der Türkei führt. Weiterhin führt die II-79 von Elchowo nach Burgas.
Ehemals verband eine Eisenbahnstrecke Elchowo mit Jambol, welche inzwischen jedoch dem Verfall überlassen wurde.

## Sehenswürdigkeiten
- Ethnografisches Museum Elchowo
- Naturschutzgebiet dolna Toptschiza – Brutgebiet von Fasanen
- das Gebiet Balabana – Brutgebiet von Graureihern
- Berghütten für Touristen
  - Gjol Bunar beim Dorf Goljam Derwent (bulg. Голям Дервент),
  - Studenoto Kladenez beim Dorf Rasdel (bulg. Раздел),
  - Drantschi Dupka beim Dorf Melniza (bulg. Мелница).
- Die Region um Elchowo ist übersät von mehreren hundert Dolmen (Dolmen in Thrakien)

## Sonstiges
Der Stadtfeiertag ist am letzten Sonnabend im März.

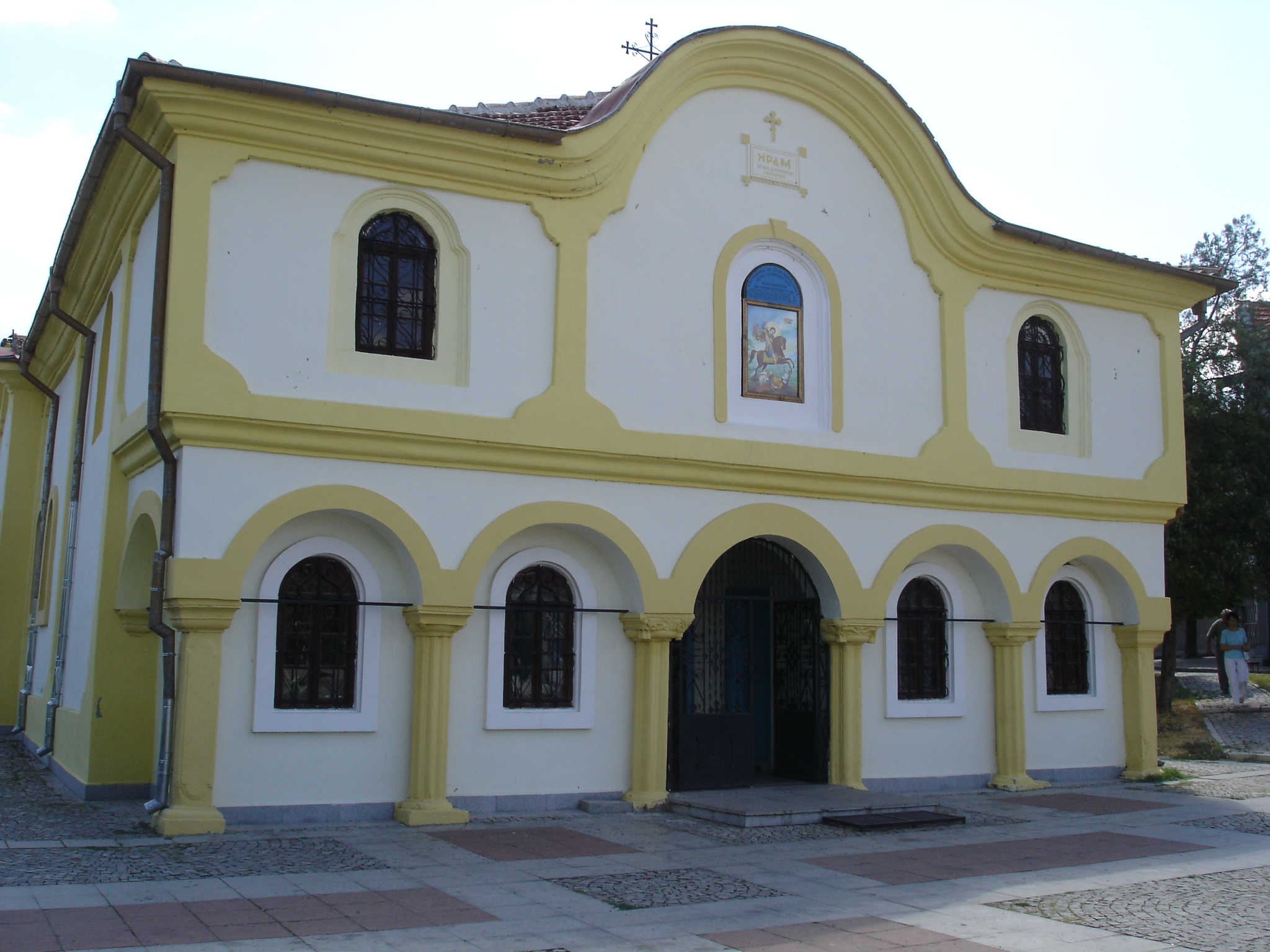
Die Kirche Sweti Dimitar
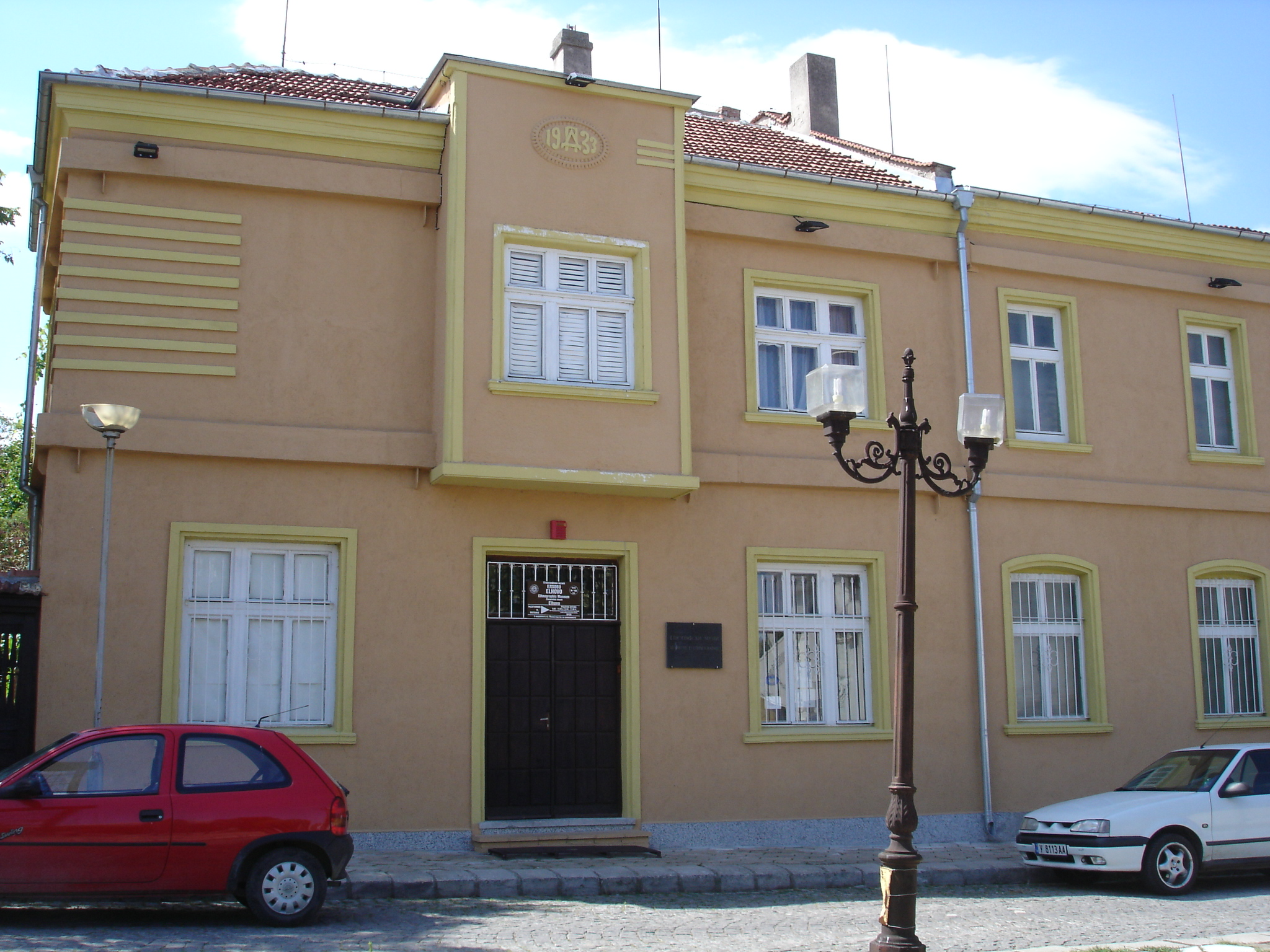
Ethnografisches Museum
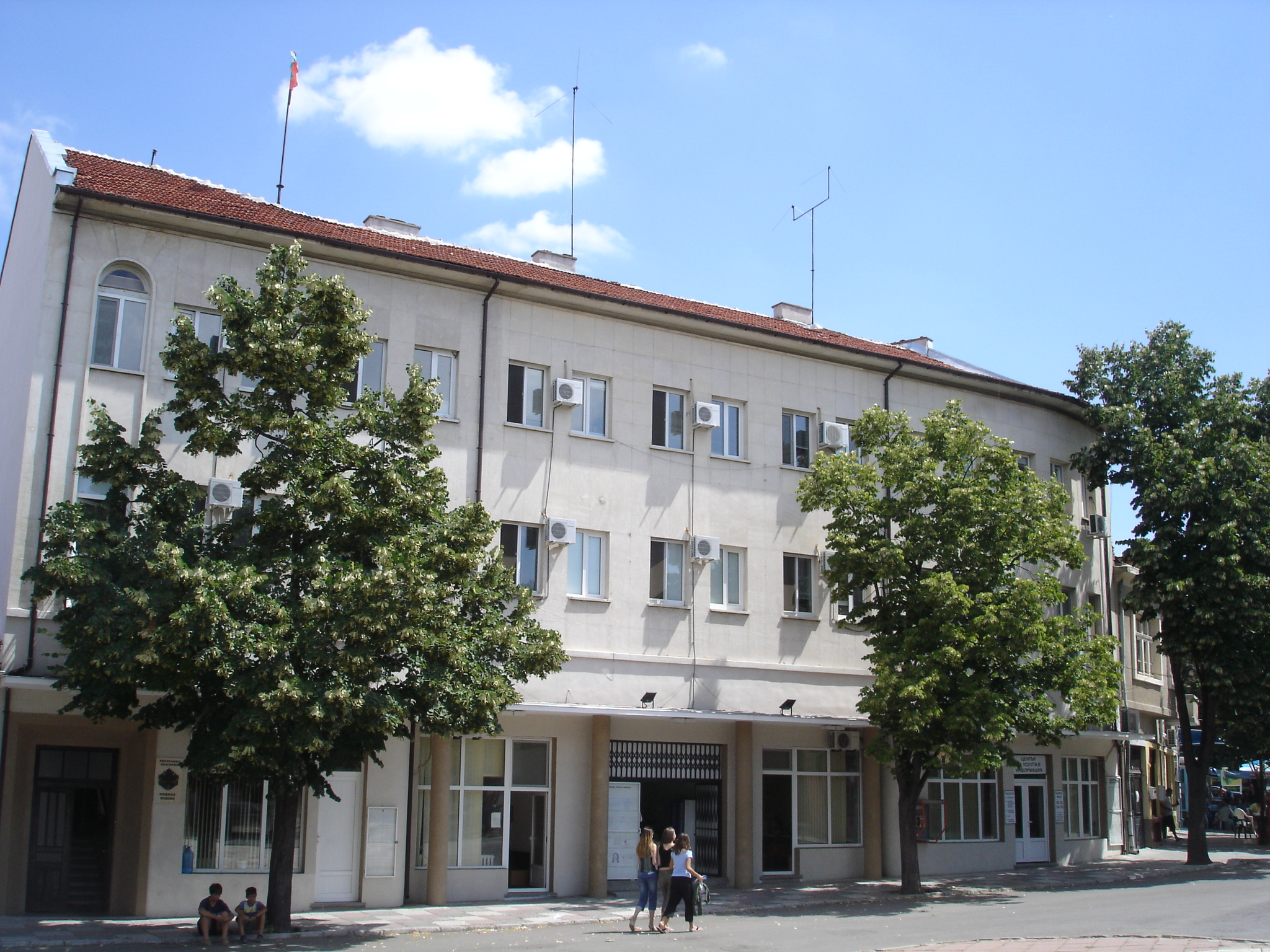
Innenstadt
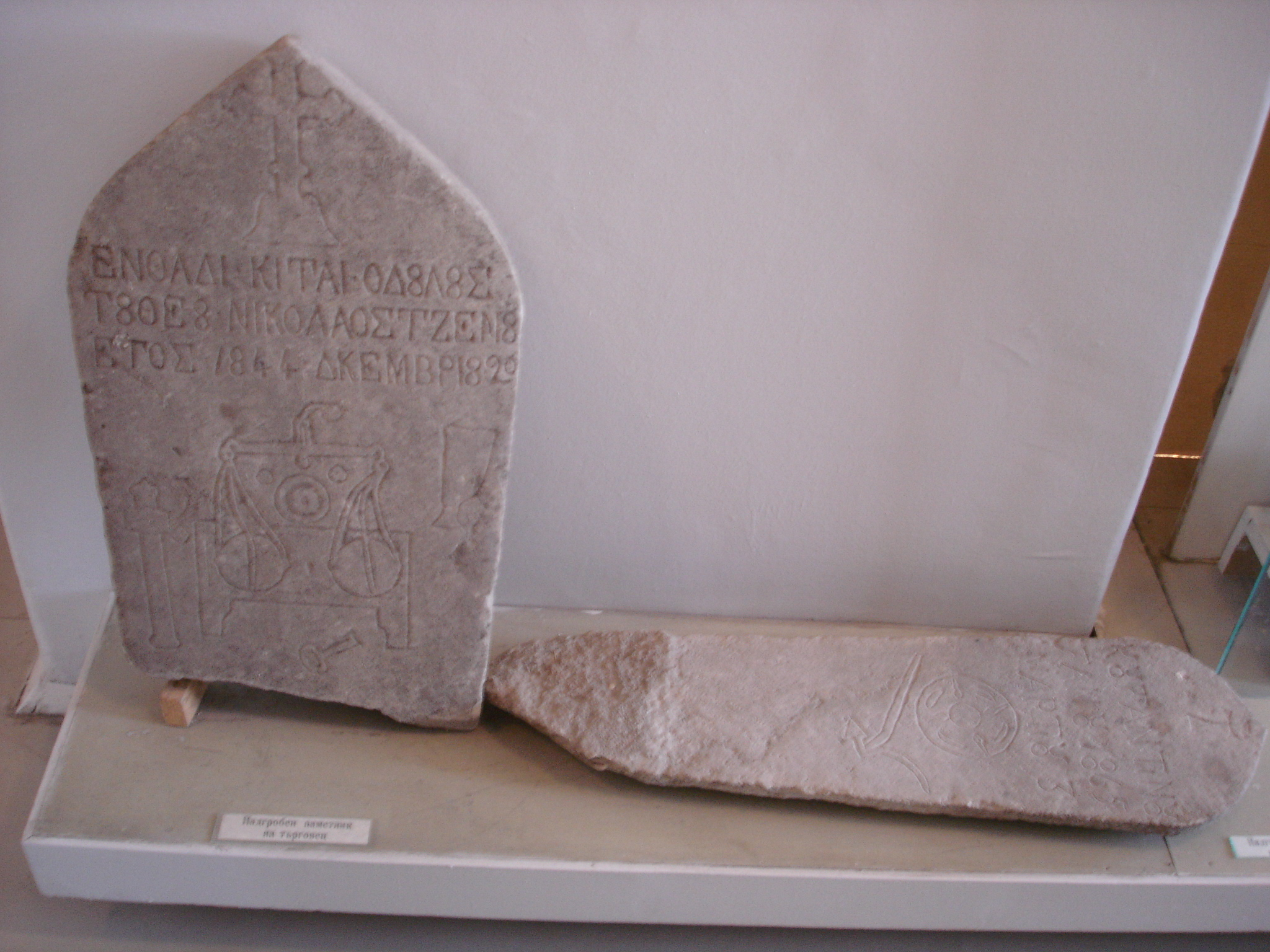
Grabplatte eines Händlers – Ethnografisches Museum

## Persönlichkeiten
- Welko Walkanow (1927–2016), Jurist und Politiker
- Stojan Detschew (* 1953), Politiker
- Welko Kanew (1948–2011), Schauspieler, Sänger und Komiker
- Walentin Atanassow (* 1961), Bobfahrer und Leichtathlet
- Entscho Kerjasow (* 1973), Akrobat
- Aoiyama Kōsuke (* 1986), Sumōringer